# جورج دراموند (لاعب كرة قدم)
جورج دراموند (بالإنجليزية: George Drummond)‏ هو لاعب كرة قدم بريطاني (وحمل سابقاً جنسية المملكة المتحدة لبريطانيا العظمى وأيرلندا) في مركز جناح ‏، ولد في 1865 في إدنبرة في المملكة المتحدة، وتوفي في 1914. لعب مع بريستون نورث إيند وSt Bernard's F.C. ‏.